# مظنون (فیلم ۲۰۰۸)
«مظنون» (آلمانی: Der Verdacht) یک فیلم است که در سال ۲۰۰۸ منتشر شد.